# 大衛·密斯凱維吉
大衛·密斯凱維吉(英語：David Miscavige, /ˌmɪsˈkævədʒ/；1960年4月30日—)，目前是山達基教會的領導人。他的正式頭銜是宗教技術中心，擁有和控制戴尼提與山達基的商標權與版權的一間組織，的理事會主席。
大衛·密斯凱維吉出生于山達基家庭，即第二代山達基人，當他還是青少年的時候，為宗教創辦人L·罗恩·贺伯特的一位副手 (a "Commodore's messenger")。在1980年代初期，他被提升到一個領導職；在1987年，他成為宗教技術中心的理事會主席。
山達基教會的官方生平描述大衛·密斯凱維吉是“山達基教的宗教領袖”。

## 生平
1960年，大衛·密斯凱維吉(以下簡稱大衛)出生於美國賓夕法尼亞州費城郊外巴克斯縣的一個信仰羅馬天主教的波蘭與意大利裔的混合家庭，父親是Ron Miscavige、母親是Loretta Miscavige，他是家中四個孩子最年輕的一個。大衛在新澤西州的Willingboro鎮當地成長，高中時，他就讀了Marple新城高中。孩童時期，他有哮喘與過敏等症狀的困擾，當時他玩棒球跟美式足球。
他的父親是一位吹小號的玩家，對山達基感到興趣，他帶了大衛一起去見一位山達基的聽析員。據父子倆的敘述，一個45分鐘戴尼提聽析治愈了大衛的疾病。
大衛的家庭在1971年加入山達基，並最終轉移到山達基教會在英格蘭Saint Hill Manor的全球總部。大衛在十二歲的時候，他被進行了山達基auditing sessions的聽析計劃。家庭回到費城的幾年內，大衛就在英國讀了一間Saint Hill Manor當地的高中，然而大衛被山達基較為認為是"12歲的神童"，就成為該教會史上最年輕的山達基聽析員。
1976年，在大衛16歲的生日，他離開高中與他的父親的同意搬到美國佛羅里達州的清水市，並加入了海洋機構。他在海洋機構中早期的工作是包括幫忙發送電報、地面照護(grounds-keeping)、食物服務(food service)、以及拍攝山達基宣傳手冊的照片。
大衛然後加入了一組名為 Commodore's Messenger Organization (CMO)的年輕山達基人小組。該小組原本是幫L·羅恩·賀伯特跑腿，但隨著他們長大進入青春期，賀伯特強化了他們的影響力。
1986年在賀伯特死後，大衛·密斯凱維吉在日後的權力鬥爭中擊敗賀伯特的第三任妻子，大衛成為教會的新任主席。

## 外部連結
山達基教會官方網站
- 山達基宗教領袖大衛．密斯凱維吉官方網站 （页面存档备份，存于）

- 山達基教會：大衛密斯凱維吉、宗教技術中心理事會. 备份
- Religious Technology Center上的官方生平 （页面存档备份，存于）
- "Interview with Scientology Leader" （页面存档备份，存于）. A 1992 televised interview with David Miscavige in Nightline.
- "The Man Behind Scientology". A 1998 interview with David Miscavige in the St. Petersburg Times.
- "The Truth Rundown." Investigative reports and interviews about Scientology, largely focused on Miscavige, St. Petersburg Times, June–August 2009.